# Captain Lightfoot
Captain Lightfoot is een Amerikaanse dramafilm uit 1955 onder regie van Douglas Sirk. De film werd destijds in Nederland uitgebracht onder de titel De onstuimige rebel.
Het scenario is gebaseerd op de gelijknamige avonturenroman (1954) van W. R. Burnett.

## Verhaal
Michael Martin sluit zich in 1815 aan bij een Iers revolutionair genootschap. In Dublin maakt hij kennis met kapitein Thunderbolt, een beroemde rebel. Martin wordt al snel diens rechterhand en krijgt de bijnaam Lightfoot.

## Rolverdeling
| Acteur                | Personage            |
| --------------------- | -------------------- |
| Rock Hudson           | Michael Martin       |
| Barbara Rush          | Aga Doherty          |
| Jeff Morrow           | Kapitein Thunderbolt |
| Kathleen Ryan         | Anne More            |
| Finlay Currie         | Callahan             |
| Denis O'Dea           | Regis Donnell        |
| Geoffrey Toone        | Kapitein Hood        |
| Hilton Edwards        | Lord Glen            |
| Sheila Brennan        | Serveerster          |
| Harry Goldblatt       | Brady                |
| Charles B. Fitzsimons | Dan Shanley          |
| Christopher Casson    | Lord Clonmell        |
| Philip O'Flynn        | Trim                 |
| Shay Gorman           | Tim Keenan           |
| Kenneth MacDonald     | Desmond              |